# Poniente Sur

Barrios del distrito Poniente-Sur.

Poniente-Sur es uno de los diez distritos en que está dividida administrativamente la ciudad de Córdoba (España). Como su nombre indica, comprende la zona suroeste de la ciudad. Está delimitado al sur de la línea de ferrocarril en el tramo comprendido entre cruce con ronda de poniente y Av. Mozárabes; al oeste de la Av. Mozárabes, Av. República Argentina, Av. Conde de Vallellano y Av. del Corregidor; al norte del cauce del río Guadalquivir, en el tramo comprendido entre puente de San Rafael y Puente de Andalucía; al este de la ronda de poniente, en el tramo comprendido entre puente de Andalucía y cruce con la línea de ferrocarril.

## Barrios
- Parque Cruz Conde
- Vista Alegre
- Polígono de Poniente
- Huerta de la Marquesa
- Ciudad Jardín
- Cercadilla-Medina Azahara
- Olivos Borrachos